# Xã St. Wendel, Quận Stearns, Minnesota
Xã St. Wendel (tiếng Anh: St. Wendel Township) là một xã thuộc quận Stearns, tiểu bang Minnesota, Hoa Kỳ. Năm 2010, dân số của xã này là 2.150 người.